# Нерчинск
Не́рчинск — город в Забайкальском крае России. Административный центр Нерчинского района, образует городское поселение Нерчинское.

## Этимология
Был основан как Нерчинский острог, название от гидронима реки Нерча. После возведения крепости в 1689 году получил статус города и название Нерчинск.

## Физико-географическое положение
Расположен в предгорьях Борщовочного хребта, на левом берегу реки Нерчи, в 7 км от её впадения в Шилку (бассейн Амура) и в 305 км к востоку от Читы.

## История

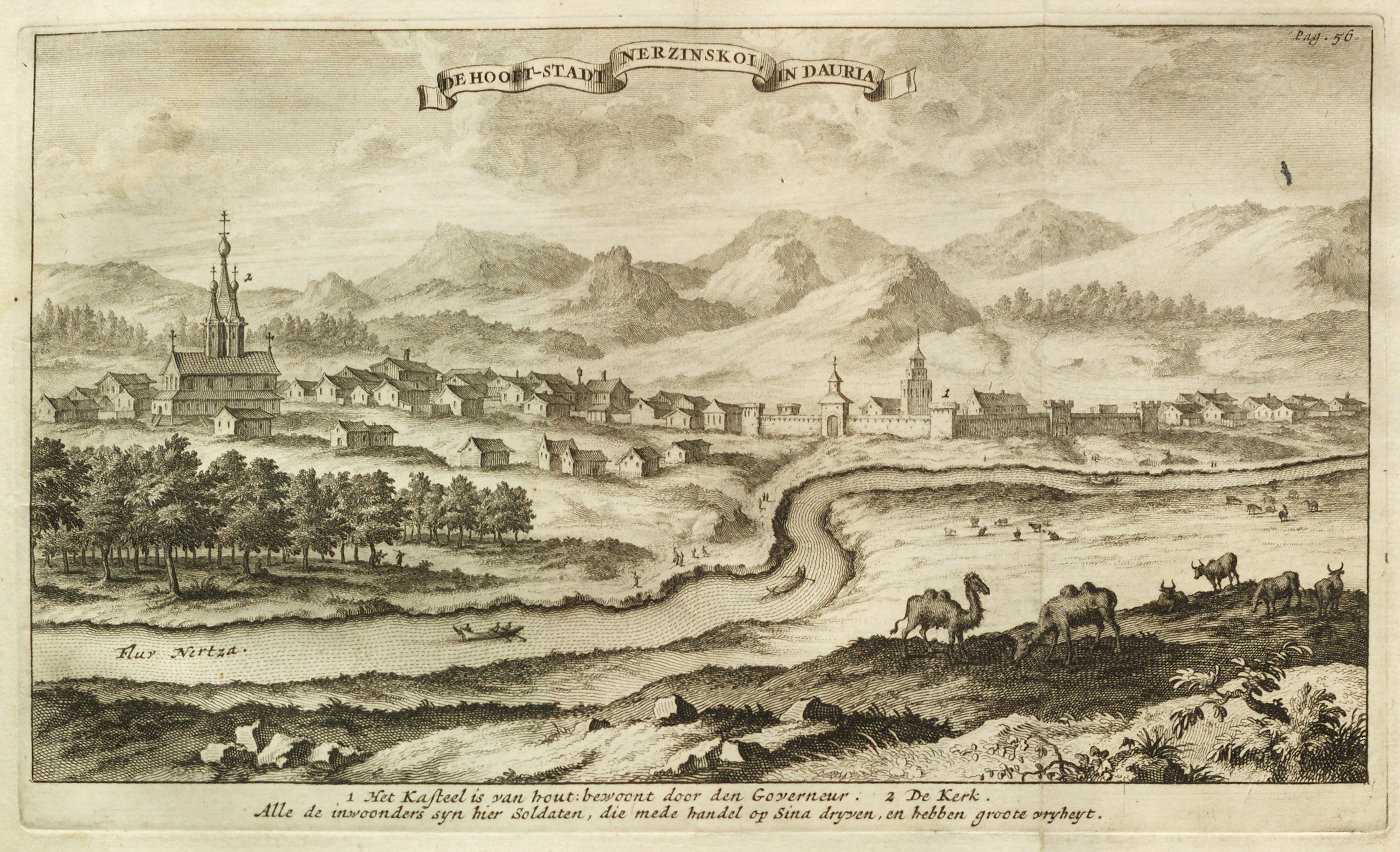
Вид на Нерчинск, гравюра 1710 года

Предшественником Нерчинска был основанный в 1653 году казаками сотника Петра Ивановича Бекетова Шилкский острог напротив устья Нерчи, который, однако, был вскоре сожжён эвенками во главе с князем Гантимуром. Новый Нерчинский острог был построен в 1658 году енисейским воеводой Афанасием Пашковым и был расположен на левом берегу Нерчи в современном селе Михайловка.
В 1689 году здесь был заключён Нерчинский договор с Китаем. В том же году острог был основательно перестроен и расширен Фёдором Головиным.
В 1664—1773 годах близ Нерчинска действовал Нерчинский Успенский монастырь — первый в Забайкалье. В 1712 году здесь было построено первое каменное здание к востоку от Байкала (сохранилось). С 1755 по 1765 годы в городе работала Нерчинская секретная экспедиция и созданная её участниками Нерчинская навигацкая школа.
В 1708 году город Нерчинской был включён в состав учреждённой Сибирской губернии. В 1812 город перенесён выше по течению Нерчи на современное место в долину Сажиков Яр. 
Осенью 1908 года от станции Приисковая (открыта в 1898 году при строительстве ж/д до Сретенска) построена тупиковая ж/д ветвь до станции Нерчинск. Со 2 ноября 1908 года между по ж/д ветви стали ходить рабочие и товарные поезда, а с 1 декабря началось пассажирское движение.
В XIX—XX веках Нерчинск был местом политической каторги и ссылки. Здесь, в частности, с 1910 по 1913 год находился на каторге будущий участник Гражданской войны Григорий Котовский.
Во время Гражданской войны город был занят японскими интервентами. С 1926 по 1930 год Нерчинск находился в составе Дальневосточного края.

## Климат
- Среднегодовая температура воздуха — −5,3 °C
- Относительная влажность воздуха — 62,2 %
- Средняя скорость ветра — 3,2 м/с

| Среднесуточная температура воздуха в Нерчинске по данным NASA | Среднесуточная температура воздуха в Нерчинске по данным NASA | Среднесуточная температура воздуха в Нерчинске по данным NASA | Среднесуточная температура воздуха в Нерчинске по данным NASA | Среднесуточная температура воздуха в Нерчинске по данным NASA | Среднесуточная температура воздуха в Нерчинске по данным NASA | Среднесуточная температура воздуха в Нерчинске по данным NASA | Среднесуточная температура воздуха в Нерчинске по данным NASA | Среднесуточная температура воздуха в Нерчинске по данным NASA | Среднесуточная температура воздуха в Нерчинске по данным NASA | Среднесуточная температура воздуха в Нерчинске по данным NASA | Среднесуточная температура воздуха в Нерчинске по данным NASA | Среднесуточная температура воздуха в Нерчинске по данным NASA |
| Янв                                                           | Фев                                                           | Мар                                                           | Апр                                                           | Май                                                           | Июн                                                           | Июл                                                           | Авг                                                           | Сен                                                           | Окт                                                           | Ноя                                                           | Дек                                                           | Год                                                           |
| −36 °C                                                        | −25,3 °C                                                      | −14,8 °C                                                      | −2,0 °C                                                       | 8,1 °C                                                        | 15,3 °C                                                       | 17,5 °C                                                       | 14,8 °C                                                       | 6,4 °C                                                        | −4,6 °C                                                       | −19,6 °C                                                      | −36 °C                                                        | −5,3 °C                                                       |
| ------------------------------------------------------------- | ------------------------------------------------------------- | ------------------------------------------------------------- | ------------------------------------------------------------- | ------------------------------------------------------------- | ------------------------------------------------------------- | ------------------------------------------------------------- | ------------------------------------------------------------- | ------------------------------------------------------------- | ------------------------------------------------------------- | ------------------------------------------------------------- | ------------------------------------------------------------- | ------------------------------------------------------------- |

## Население
| 1780    | 1792    | 1820    | 1856    | 1860    | 1890    | 1897    | 1913    | 1926    | 1931    | 1939    | 1959    |
| ------- | ------- | ------- | ------- | ------- | ------- | ------- | ------- | ------- | ------- | ------- | ------- |
| 2503    | →2503   | ↘2443   | ↗4700   | ↘3774   | ↗4906   | ↗6600   | ↗14 700 | ↘6500   | ↗7800   | ↗13 200 | ↗13 500 |
| 1970    | 1979    | 1989    | 1992    | 1996    | 1998    | 1999    | 2000    | 2001    | 2002    | 2003    | 2005    |
| ↘13 376 | ↗16 937 | ↗16 961 | ↗17 000 | ↘15 300 | ↘15 200 | ↗15 400 | ↘15 100 | ↘14 800 | ↗15 748 | ↘15 700 | ↘14 700 |
| 2006    | 2007    | 2008    | 2009    | 2010    | 2011    | 2012    | 2013    | 2014    | 2015    | 2016    | 2017    |
| ↘14 500 | ↘14 400 | ↘14 200 | ↘14 140 | ↗14 959 | ↗15 000 | ↘14 912 | ↗14 945 | ↘14 775 | ↘14 746 | ↗14 820 | ↗14 912 |
| 2018    | 2019    | 2020    | 2021    |         |         |         |         |         |         |         |         |
| ↗14 919 | ↘14 906 | ↘14 726 | ↗15 290 |         |         |         |         |         |         |         |         |

На 1 января 2025 года по численности населения город находился на 768-м месте из 1124 городов Российской Федерации.

## Транспорт
Город расположен на расстоянии около 30 км от трассы М58 Амур и в 5 км от станции Приисковая на Транссибирской магистрали.